# Richard Wenz
Richard Wenz (Pseudonyme: R. W. Enzio, Richard Wenz-Enzio, * 12. Dezember 1876 in St. Wendel; † 19. April 1953 in Köln) war ein deutscher Pädagoge, Journalist und Schriftsteller.

## Leben
Richard Wenz besuchte Gymnasien in Koblenz und Euskirchen; anschließend absolvierte er das Lehrerseminar in Mettmann. Ab 1901 wirkte er als Lehrer in Köln, zuletzt als Rektor einer Volksschule. Daneben lieferte er Beiträge für diverse Tageszeitungen und war zeitweise Redakteur des Literaturteils der „Rheinische Rundschau“. Wenz’ literarisches Werk besteht aus Romanen, Erzählungen, Gedichten und Theaterstücken; außerdem gab er literarische Anthologien heraus.
1900 hatte er in Eckenhagen Julie Dresbach geheiratet. Wenz starb 1953 im Alter von 76 Jahren in seiner Wohnung in Köln-Rath an einer Krebserkrankung.

## Wirkung
Literaturgeschichtlich wurde Wenz von der Forschung kaum berücksichtigt, lediglich durch die Herausgabe der mehrbändigen Reihe Meister-Erzählungen neuerer Erzähler, in der er Autoren wie Paul Ernst, Clara Viebig, Wilhelm Schäfer oder Stefan Zweig versammelte, war er einem breiteren Publikum bekannt, mit Julius Stinde konnte er 1909 das Bändchen „Die Flaschenbrüder“ veröffentlichen.
Sein Roman Sturm und Stille (Wehnert, Leipzig 1942) wurde nach Ende des Zweiten Weltkrieges in der Sowjetischen Besatzungszone auf die Liste der auszusondernden Literatur gesetzt.

## Werke (Auswahl)
- Nacht und Tod. Kiel 1903.
- Die Witwe. Kiel 1903.
- Luise. Leipzig 1904.
- Der Krüppel. Roman einer Jugend. Hillger, Berlin, Leipzig [1906]. Unter dem Namen: R. W. Enzio.
- Totes Geleise. Köln 1907 (unter dem Namen Richard Wenz-Enzio).
- Heinrich Mittler. Glogau [u. a.] 1909.
- Kind und Erbe. Heilbronn [u. a.] 1909.
- Tante Regina. Roman. Juncker, Berlin-Charlottenburg 1912.
- Um die Scholle. Köln 1912.
- Scherben. Ein Drama in 3 Akten. [Köln] [1913] (zusammen mit Emil Kaiser).
- Der Büßer. Cöln 1914.
- Der Fremde. Dorfroman. Hillger, Berlin, Leipzig [1914]. Mit Illustrationen von A. Lewin. (Kürschners Bücherschatz. Nr. 953).
- Der Kondbachmüller. Eine Erzählung. Hesse & Becker, Leipzig [1915]. (Hesses Volksbücherei. Nr. 588/89).
- Landfahrerblut. Hillger, Berlin, Leipzig [1918]. Neue Umschlagausgabe 1929.
- Die Mutter. Drama in 3 Aufzügen. Salm-Verlag, Köln 1919.
- Frau Welt und Frau Sehnsucht. Ein Roman von Künstlers Erdenwallen. Sternbücher-Verlag, Leipzig-Stötteritz [1920].
- Die rheinische Dichtung. Eine Übersicht. Gonski, Köln 1922.
- Das Geheimnis des Eulenhofes. Ein Bauernroman. Stern-Bücher-Verlag, Leipzig-Stö[tteritz] [1923]. (Stern-Bücher. [11]).
- Rheindämmerung. Roman. Ernst Oldenburg Verlag, Leipzig [1924].
- Unrast im Herzen. Roman. Frigga-Verlag, Berlin 1934. (Frigga-Roman. 16).
- Pit Sondersorg. Ein Schelmenroman. F. Mardicke, Leipzig 1935. (Zwilling-Roman-Reihe. [9]).
- Sturm und Stille. Roman. Rekord-Verlag, Leipzig 1937. 2. Auflage, Wehnert, Leipzig 1942.
- Wo die Rebe blüht! Roman. Hans Müller, Hamburg 1937. (Romane des Herzens.).
- Die Hellseherin. Roman. Gutsch, Karlsruhe 1938.
- Kinder der Landstraße. Roman. Uhlmann, Berlin [1938].
- Das Kreuz am Brachkamp. Roman. Hoch, Düsseldorf [1939].
- Das Irrlicht auf dem Eifelmaar. Roman. Pick, Köln [1941].

## Herausgeberschaft
- Meister-Novellen neuerer Erzähler. Hesse & Becker, Leipzig. Mehrbändig, 1926 ff.
- Merkbuch der schönen Literatur. Mit zahlreichen Proben. Hesse und Becker, Leipzig 1913.
- Dichter im deutschen Schulhause. Betrachtungen ihres Schaffens und Proben aus ihren Werken. Moeser, Leipzig 1915.
  - Dichter der Gegenwart im deutschen Schulhause. Langensalza 1905.
- Tausend Jahre rheinische Dichtung. Max Koch, Leipzig 1925. (Des rheinischen Volkes geistige Heimat.).
- Der fröhliche Rhein. Hoch, Düsseldorf [1939].